# Ville Kaunisto
Ville Valtteri Kaunisto (Turku, 19 marzo 1982) è un ex cestista e politico finlandese.

## Carriera
Con la Finlandia ha disputato i Campionati europei del 2015.

## Palmarès

### Squadra
- Campionato finlandese: 2

Kouvot Kouvola: 2003-04, 2015-16
- Coppa di Finlandia: 1

Turun NMKY: 1999

### Individuale
- Korisliiga MVP: 1

Kouvot Kouvola: 2010-11